# Glanzend tandhorentje
Het glanzend tandhorentje (Brachystomia eulimoides) is een slakkensoort uit de familie van de Pyramidellidae. De wetenschappelijke naam van de soort werd in 1844 als Odostomia eulimoides voor het eerst geldig gepubliceerd door Hanley.

## Beschrijving
Het glanzend tandhorentje is een zoutwaterhuisjesslak met een melkwitte of geelwitte kegelvormige schelp die vrij stevig, bijna ondoorzichtig, enigszins glanzend is. De lengte is 5 mm. De schelp wordt gekenmerkt door microscopisch kleine spiraalvormige strepen. De zes tot zeven vlakke windingen zijn enigszins convex en worden snel groter. De lichaamskleur is witachtig met een groot aantal gele vlekken op de koptentakels, kop en voet.
Net als alle andere Pyramidellidae-soorten is het glanzend tandhorentje een ectoparasiet, die met een lange voedingsslurf lichaamsvloeistof van hun gastheren opzuigt. 

## Verspreiding
Het glanzend tandhorentje komt voor in het oostelijk deel van de Atlantische Oceaan vanaf het Arctisch Gebied zuidwaarts tot in de Middellandse Zee. Ze leven op rots-, zand- en slibbodems, van net onder de laagwaterlijn tot ruim 100 meter diepte. De soort wordt sporadisch in Nederland waargenomen.